# Lý Phục Man

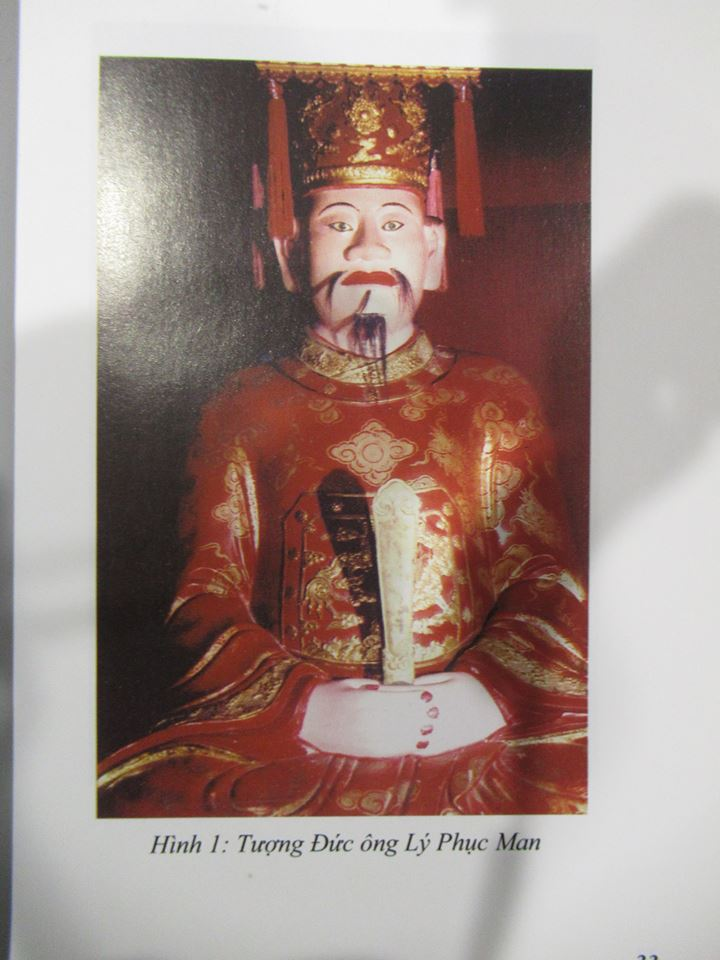
Tượng Lý Phục Man tướng công, tại đền Quán Giá, Yên Sở, Hoài Đức, Hà nội.

Lý Phục Man (李服蠻, ? - 547), không rõ họ tên thật. Ông là một danh tướng thời Lý Nam Đế ở thế kỷ 6 trong lịch sử Việt Nam. Vì ông có công thu phục được các bộ tộc thiểu số (người Man) vùng Đỗ Động - Đường Lâm (vùng tây bắc nước ta thời Lý Nam Đế) nên được suy tôn là "Phục Man Tướng Quân". Ông cùng với Phạm Tu đánh tan quân Lâm Ấp xâm lược nên đã được vua cho mang họ "Lý"). Ông là người Làng Cổ Sở sau đổi là Làng GIÁ(gồm ba làng: Yên sở, Đắc Sở,Yên Thái thuộc huyện Hoài Đức,Hà Nội ngày nay). Theo Thần Tích tại Quán Gia, ông nổi tiếng là người giỏi võ nghệ, có tài thuần trị được voi. Là một trung thần có nhiều công lao, nên khi mất, ông được nhân dân nhiều nơi tôn thờ làm Thành hoàng làng. Mặc dù vậy, trong các tài liệu chính sử xưa kia không thấy chép về ông. Tên và thần tích của ông xuất hiện trong các tài liệu dã sử như: "Tiền Nam Đế Sự Tích Quốc Âm", Việt điện u linh tập thời Trần; và sau đó được kể lại trong Đại Nam nhất thống chí thời Nhà Nguyễn và trong Thần tích tại đền thờ Ông.

## Trong Việt điện u linh tập
Sự tích của Lý Phục Man được kể lại trong sử liệu này mang nặng màu sắc thần bí. bắt đầu từ việc báo mộng cho vua Lê Đại Hành để kể về thân thế sự nghiệp của mình và được Lê Đại Hành phong Ngài làm Nhất Phương Phúc thần. Kế đến các triều đại sau cũng lại là những câu chuyện thần bí để nói về những sắc phong của các triều đại đó cho công tích của Lý Phục Man.

## Sắc phong mỹ hiệu
- Lý Phục Man (do vua Lý Nam Đế ban)
- Gia Thông Đại Vương (?)
- Thiên Nam Thánh (vua Lý Thần Tông Ban)
- Chứng An Đại Vương (vua Trần Nhân Tông ban năm 1285)
- Lý Nương Đại Vương (vợ cả của thần)
- Á Nương Đại Vương (vợ nhỏ của thần)

## Trong các tài liệu địa phương
Thần tích Gia Thông Đại Vương - xã Yên Sở tổng Dương Liễu, tỉnh Hà Đông soạn vào năm Gia Long thứ ba và  "Tiền Nam Đế sự tích quốc âm" (không rõ tác giả), kể: Lý Phục Man vốn người hương Cổ Sở (sau đổi thành Yên Sở). Ngay từ thuở thiếu thời Ngài đã có tư chất anh hung cái thế, tài nghệ tuyệt vời, cưỡi ngựa bắn cung rất giỏi lại có khả năng thuần trị được voi. Lớn lên theo Lý Nam Đế lập nhiều kỳ công chiến tích, đã trấn trị được cả vùng Đỗ Động – Đường Lâm là nơi xa xôi hiểm trở khó bề cai trị.Ngài đã thao lược binh sĩ, quét sạch đạo tặc khiến dân chúng trong vùng rất mực tôn kính. Khi quân Lâm ấp chiếm Cửu Đức (Hà Tĩnh ngày nay), nhà vua tuyên chế ngài làm tổng soái chư tướng đi đánh dẹp, chỉ trong một trận ngài đã phá được quân Lâm Ấp. Tin thắng trận truyền về, nhà vua đã khen Ngài " Thực là bậc hào kiệt của Sơn Tây, cho nên không thể không trọng thưởng". Bèn triệu Phục Man về biểu dương công lao rồi ban cho Phục Man mang họ Lý và gả con gái cho, sau lại thăng lên hàm Thiếu úy và hết lòng sủng ái Ngài. Vua Nam Đế rất chú tâm vào việc biên cương nên sai Lý Phục Man đi trấn giữ vùng biên cương Cửu Đức. Năm Ất sửu niên hiệu Thiên Đức thứ 2 (năm 545), nhà Lương sai Trần Bá Tiên sang xâm lược Vạn Xuân. Quân của Lý Nam Đế bị thua ở Chu Diên (Hưng yên ngày nay) và Gia Ninh(Việt Trì- Phú Thọ) lão tướng Phạm Tu cùng với Tinh Thiều bị tử trận, khiến vua Lý Nam Đế phải chạy vào động Khuất Liêu(Thanh Sơn, Phú Thọ ngày nay).Lý Phục Man nghe tin bèn sai gia tướng củng cố doanh đồn nơi trọng yếu ý định sẽ chia quân ra bắc. Nhưng đã bị quân Lâm ấp(Chiêm Thành) bất ngờ tấn công vào giữa đêm khuya. Trước tình hình ấy, Ngài cùng gia tướng đột phá vòng vây, quân địch thừa thắng truy đuổi ráo riết. Vừa thiếu lương thực lại vừa không có viện binh, cùng kế Ngài đã tự sát để khỏi rơi vào tay giặc.Các gia tướng đã đưa thi hài ông về quê hương Cổ Sở (Yên Sở ngày nay) an táng cạnh hồ Mã Tân ven sông. Dân làng thương tiếc đã lập đền thờ, tôn Lý Phục Man làm Thành hoàng làng.
Các truyền thuyết về ông từ thời Lý Thái Tổ về sau cũng giống như trong Việt Điện U Linh Tập.

## Trong Đại Nam nhất thống chí
Sách Đại Nam nhất thống chí được biên soạn theo lệnh vua Tự Đức, ghi truyện Lý Phục Man như sau: 
Ông là người làng Yên Sở (Hoài Đức, Hà Nội ngày nay), và có tài thao lược xuất chúng. Ông theo vua Lý Nam Đế và có những công trạng rực rỡ. Vua thấy ông là một bề tôi trung thành, bèn cử ông làm tướng và giao cho ông cai quản Đỗ Động và Đường Lâm. Quân man đều chịu quy phục, và nhân dân được sống yên ổn.vì thế ông được suy tôn là Phục Man Tướng quân (bình định quân man) Ông lại dẹp yên Lâm Ấp nhiều lần nên được vua cho ông mang họ Lý của hoàng tộc, và ban cho ông chức Thiếu úy. Từ đấy, ông tham gia bàn bạc mọi ở triều đình. Ông rất chính trực, nên ai cũng kính phục. Sau đấy, ông được cử đi giữ bờ cõi phía Lâm Ấp. Ông bị quân Lâm Ấp đánh thua, bèn tự vẫn, được đưa về mai táng ở làng Yên Sở, bên bờ Hồ Mã.
Vua Lý Thái Tổ, trong một chuyến tuần du, dừng chân tại Cổ Sở, nằm mộng thấy một người kỳ dị quỳ gối trước mặt mình. Người đó xưng là Lý Phục Man và tâu rằng: "Khi đất nước loạn lạc, chẳng ai nhận ra người bề tôi trung thành. Bây giờ mọi chốn đều yên ổn, nhật nguyệt tỏa sáng trên trời, và kẻ tôi trung có thể hiện ra". Rồi người đó biến mất. Nhà vua tỉnh giấc bèn truyền tạc một pho tượng thờ Lý Phục Man.
Vua Trần Thái Tông, một hôm ghé thuyền ở bến đò Hồ Mã Tân, gần làng Yên Sở để ngủ đêm. Vua nằm mộng thấy ở giữa sông có một chiếc thuyền lớn tiến lại, vua mới hỏi: "Ai đó?", người đàn ông trên thuyền liền đáp: "Thần là Lý Phục Man. Thượng đế sai thần canh giữ chốn này để che chở cho dân". Nhà vua tỉnh dậy lập tức truyền mở rộng ngôi đền, và phong cho thần những tước hiệu mới.
Năm Nguyên Phong (đời vua Trần Thái Tông), quân Thát Đát (Nguyên Mông) đến cướp phá nước ta. Đến làng Cổ Sở, ngựa của chúng bị liệt không tiến lên được. Nhờ đó dân làng đánh tan được chúng. Dưới thời Trùng Hưng (đời Trần Nhân Tông), giặc Tàu (chữ trong Đại Nam Nhất thống chí, chỉ quân Nguyên Mông) sang cướp nước ta. Chúng phá phách mọi thứ trên đường đi. Làng Cổ Sở không bị xâm phạm. Hình như làng đó được thần che chở. Dưới thời Cảnh Trị nhà Lê (Lê Huyền Tông), vua lại ban cho thần những tước vị mới.

## Các quan điểm khác nhau về Lý Phục Man
Theo công trình nghiên cứu về Lý Phục Man của GS. Nguyễn Văn Huyên, thì trong các sử cũ (như Đại Việt sử lược, Đại Việt sử ký toàn thư, Việt Nam sử lược) không có dòng nào biên chép về Lý Phục Man. Thông tin chủ yếu về ông có trong Việt điện u linh tập và Đại Nam nhất thống chí đều dựa vào truyền thuyết dân gian. Song so với truyền thuyết dân gian ở làng Yên Sở (nơi được xem là quê hương của Lý Phục Man) có mấy điểm, mà trong hai sách không chép, hoặc nói chưa rõ đó là:
- Lý Phục Man đã đượcLý Nam Đế)gả con gái là Lý nương công chúa làm vợ. Hiện nay, vị công chúa này cũng được thờ trong đình Yên Sở (còn gọi là Quán Giá), ở bên trái ông.[4]
- Mộ thần Lý Phục Man, tương truyền nằm ở cạnh đầm sen rộng khoảng 2 đến 3 sào, ở giữa vạt rừng, đằng sau đình Yên Sở.[5].
- Lý Phục Man được Vua Lý Nam Đế cử đi đánh quân Lâm Ấp. Sau khi đánh tan, ông nhận lệnh ở lại giữ biên cương. khi nghe tin quân của trều đình thất thủ, Lý Phục Man có ý định kéo quân ra bắc chi viện. Song quân Lâm Ấp đã bất ngờ tấn công bao vây doanh trại trong đêm. Ông đã hy sinh trong trận này. Như vậy, theo truyền thuyết, Lý Phục Man mất trong khi Lý Nam đế phải rút vào cố thủ ở động Khuất Liêu (Tam nông, Thanh Thủy thuộc Phú Thọ ngày nay), và trước khi Triệu Quang Phục lên ngôi, tức trong khoảng năm 547.[6]

Cuộc đời ông chỉ còn được lưu lại chủ yếu trong truyền thuyết nên đã được thêu dệt ít nhiều.
Một số người cho rằng ông chính là danh tướng Phạm Tu, song những điều ghi chép trong bản Thần tích Gia Thông Đại Vương (phần Tiền Nam Đế sự tích quốc âm) cho thấy Lý Phục Man không phải là Phạm Tu.
Trong sách Lịch sử Việt Nam (tập I), do Phan Huy Lê-Trần Quốc Vượng-Hà Văn Tấn và Lương Ninh cùng biên soạn, sau khi giới thiệu Lý Phục Man là một vị "tướng quân coi giữ một miền biên cảnh, trong một triều đình hẳn còn sơ sài, có Tinh Thiều làm tướng văn, Phạm Tu làm tướng võ"...các tác giả cũng đã kèm theo lời chú thích rằng: "Phạm Tu và Lý Phục Man là một hay hai người, và quan hệ với nhau như thế nào, đấy là một vấn đề đã được đặt ra từ rất lâu, nhưng chưa đủ cứ liệu khoa học để kết luận" .

## Các Di tích thờ phụng chính liên quan
- Đình Yên Sở Quán Giá (Đền Giá) bao gồm: đền chính, lăng mộ, miếu quán nước: xã Yên Sở - Hoài Đức - Hà Nội
- Đình Đắc sở: Xã Đắc Sở - Hoài Đức - Hà nội
- Chùa Lụa: thờ thánh phụ- mẫu (cha mẹ của Thánh) xã Yên Sở - Hoài Đức - Hà Nội
- Quán Vật (Đình Đấu, Đền vật) xã Cát Quế - Hoài Đức - Hà Nội
- Quán Dương Liễu (Đền Dương liễu) xã Dương liễu - Hoài Đức - Hà Nội
- Đình Hàng Tổng: xã Dương liễu - Hoài Đức - Hà Nội
- Đình Quế Dương: xã Cát Quế - Hoài Đức - Hà Nội
- Đình Giàn: xuân đỉnh - Bắc Từ liêm - Hà Nội
- Đình Cù Sơn Trung: (làng Gồ)thôn Sơn Trung - xã Yên Sơn - huyện Quốc Oai - TP. Hà Nội
- Đình Cẩm Cơ: xã Hồng Vân - huyện Thường Tín - Hà Nội

## Sách tham khảo chính
- Lý Tế Xuyên, Việt điện u linh tập lục toàn biên, truyện "Lý Phục Man" (Ngọc Hồ dịch). Nhà xuất bản Cửu Long, 1992.
- Thần tích Gia Thông Đại Vương-văn bản ký hiệu AE.a2/9, Viện Hán Nôm.
- Nguyễn Văn Huyên, Góp phần nghiên cứu văn hóa Việt Nam (tập I), phần "Góp phần nghiên cứu một vị Thành hoàng Việt Nam: Lý Phục Man". Nhà xuất bản Khoa học xã hội, 2003.
- Phan Huy Lê-Trần Quốc Vượng-Hà Văn Tấn và Lương Ninh, Lịch sử Việt Nam (tập I). Nhà xuất bản Đại học và Trung học chuyên nghiệp, Hà Nội, 1983.
- Nhiều người soạn, Từ điển bách khoa Việt Nam, mục từ: "Lý Phục Man" (bản điện tử).